# Убойная (приток Енисея)
Убойная — река в Таймырском Долгано-Ненецком районе Красноярского края, правый приток Енисея. Длина — 91 км, площадь водосборного бассейна — 670 км². Исток находится в западной оконечности озера Убойное, на северных отрогах хребта Лонтокойский Камень, несколько раз меняя направление на противоположное, течёт, в общем, на У реки множество мелких притоков, три из которых отмечены в государственном водном реестре:
- Удойная (она же Глубокая), длиной 36 км, впадает слева, в 39 км от устья[4];
- Река без названия, длиной 12 км, впадает слева, в 67 км от устья[5];
- Река без названия (на карте — Еловая[6]), длиной 14 км, впадает слева, в 68 км от устья[7].

Убойная впадает в Енисей у северной оконечности острова Липатниковский, на расстоянии 565 км от устья.
По данным государственного водного реестра России относится к Енисейскому бассейновому округу.